# Чавдар Попов
Чавдар Иванов Попов е български историк на изкуството. Университетски преподавател. Автор на много книги и статии за съвременното българско изкуство.

## Биография
Чавдар Попов е роден на 26 април 1950 г. в София. Завършва Художествената гимназия в София през 1969 г., а след това изкуствознание в Московския държавен университет през 1974 г.
Кандидат на науките (днес – „доктор“) с дисертация на тема „Фигуралната композиция в българската живопис (1944 – 1980)“ (1988). Доктор на изкуствознанието с дисертация на тема „Тоталитарното изкуство. Идеология. Организация. Практика“ (2001). Старши научен сътрудник I степен (2002).
Професор по история на изкуството на XX век в Националната художествена академия в София и ръководител на Катедра „Изкуствознание“ до 28 ноември 2011 г.
Ръководител катедра „Педагогика на изкуствата“ в Софийския университет в периодите 2001 – 2002 г. и 2006 – 2007 г.
Член на СНС към Научната комисия по изкуствознание и изкуства на Висша атестационна комисия към Министерски съвет в периода 2003 – 2009 г.
Член на редакционния съвет на списание „Везни“.
Член на Съюза на българските художници и на Съюза на българските журналисти.
Член на Обществения съвет към министъра на културата на Република България (от 2014).
Със свои решения № 230/16.06.2011, № 2 – 68/18.09.2012, № 2 – 356/10.06.2014 и № 2 – 1264/02.04.2018 Комисията по досиетата установява и обявява, че от 30 ноември 1976 г. Попов е сътрудничил на Държавна сигурност (ДС) в качеството си на агент с псевдоним „Максим“. Снет е от действащия оперативен отчет през 1988 г.